# パトリック・ヴァカタ
パトリック・ヴァカタ（Patrick Vakata、2002年6月19日 - ）は、ジャパンラグビーリーグワンの東京サントリーサンゴリアスに所属しているラグビーユニオン選手。

## 略歴
トンガ出身で11歳の時にラグビーを始めた。親の勧めで日本留学を選択。
日本航空高等学校石川では、1年からメンバー入りし、3大会連続で花園（全国高等学校ラグビーフットボール大会）に出場した。2年時にはU17北信越代表として全国高等学校合同チームラグビーフットボール大会（KOBELCO CUP）に出場。
天理大学では、1年時の5月から関西大学春季トーナメントで、ナンバーエイトやフランカー、ロックで先発出場した。2年時からは、常に先発ナンバーエイトで出場。2022年度（2年時）と2023年度（3年時）の2回、関西大学リーグベスト15に選ばれた。3年時には大学選手権に出場し、3トライを挙げた。
2025年2月4日、ジャパンラグビーリーグワンの東京サントリーサンゴリアスへの加入を発表した。同年3月、天理大学卒業。